# Terrasoft CRM
Terrasoft CRM — CRM-система, которая охватывает основные сферы управления взаимоотношениями с клиентами и организации внутренних процессов компании.
Приложение имеет клиент-серверную архитектуру, поддерживает 2 схемы лицензирования — именные и конкурентные лицензии, приобретаемые в пожизненное пользование.
Согласно отчетам IDC, в 2010 году Terrasoft занимает 3 место на российском рынке CRM-систем.
Независимым порталом CRM online система Terrasoft CRM три года подряд признавалась лучшей CRM-системой, разработанной в России и странах СНГ.
Creatio is a new name of Terrasoft CRM: https://ko.com.ua/creatio_-_novoe_nazvanie_platformy_terrasoft_130681 | Creatio

## Автоматизируемые функции
- Управление информацией о клиентах: ведение контактов и компаний, полная история взаимоотношений, удобный доступ к информации о клиенте, возможность создания собственных полей и закладок, распределение прав доступа.
- Бизнес-процессы: автоматизация рутинных операций, возможность создания условий ветвления и действий по бизнес-процессу, организация командной работы, автоматический контроль выполнения функциональной роли в проекте.
- Управление продажами: управление потенциальными сделками, управление проектами, контроль сроков оплаты, поставки и выполнения других обязательств, воронка продаж.
- Управление маркетингом: функциональность для планирования и проведения маркетинговых кампаний любой сложности, маркетинговые исследования, проведение анкетирования, рассылки, отчеты.
- Построение эффективного контакт-центра (интеграция с модулем call-центра).
- Автоматизация документооборота: ведение договоров и спецификаций, счетов и оплат, создание любых шаблонов документов, возможность интеграции с 1С и другими финансовыми системами.
- Статистика и аналитика: статистические диаграммы, аналитические отчеты
- Управление рабочим временем: органайзер, групповой календарь.
- Электронная почта: интеграция с MS Outlook, автоматизация массовых персонифицированных E-mail рассылок с использованием шаблонов.

## Возможности настройки
В основе CRM-систем Terrasoft — платформа, которая обеспечивает гибкие возможности расширения и интеграции.
Преимуществами платформы Terrasoft 3.Х — можно считать:
- Конфигурация Open Source. Основанные на Terrasoft 3.X приложения построены на открытых принципах. Это позволяет программистам сторонних компаний разрабатывать собственные модули и конфигурации систем на платформе Terrasoft.
- Интегрированная IDE, которая оптимизирована для разработки и конфигурирования приложений на Terrasoft 3.X . Она позволяет дорабатывать существующие системы посредством новых объектов, созданных с помощью JScript. Интегрированная IDE призвана увеличить скорость разработки модулей и скриптов для приложений Terrasoft по сравнению с использованием стандартного инструментария.

IDE Terrasoft 3.X содержит следующие средства конфигурирования:
- конструкторы и визуальные средства разработки
- конструктор запросов к базе данных
- средства анализа работоспособности и производительности конфигурации.

- Оптимизированный процесс передачи данных. В случае Terrasoft 3.X вся конфигурация — метаданные, пользовательские интерфейсы, бизнес-логика — хранится на стороне СУБД. Благодаря такому подходу, на рабочую станцию пользователя не загружается ничего лишнего, лишь запрошенный им блок метаданных. Если данные в процессе работы изменились, пользовательская машина получает не весь блок заново, а только изменившуюся часть метаданных.
- СУБД разного масштаба. Приложения Terrasoft могут быть развернуты на серверах баз данных Microsoft SQL Server, Oracle или Firebird. Кроме того, существует возможность сконфигурировать системы Terrasoft с другими СУБД.
- Взаимодействие со сторонними системами. Задачи интеграции решений на платформе Terrasoft с приложениями сторонних производителей, в том числе и сетевыми, решены на всех уровнях: Terrasoft 3.x поддерживает технологии COM , веб-сервисы, HTTP, HTTPS.
- Защиты данных. Блок безопасности реализован с использованием механизмов СУБД. Безопасная работа через веб-сервисы обеспечивается встроенной поддержкой SSL.

## Внедрения в российских банках
КИТ Финанс ИБ Петербург,
Банк ЦентроКредит Москва,
Глобэксбанк Москва,
ВсероссБРР (ВБРР) Москва,
Локо-Банк КБ Москва,
СИАБ (санкт-Петербургский индустриальный акционерный банк) Петербург,
Сантандер Консьюмер Банк Москва,
Экономикс-Банк Москва